# بمب‌گذاری ۱۹۶۱ قطار ویتری-لو-فرانسوا
بمب‌گذاری ۱۹۶۱ قطار ویتری-لو-فرانسوا (انگلیسی: 1961 Vitry-Le-François train bombing) در ۱۸ ژوئن ۱۹۶۱ رخ داد.

## شرح واقعه
این بمب‌گذاری در قطار پاریس - استراسبورگ سه روز قبل از کودتای ۱۹۶۱ الجزایر توسط سازمان ارتش سری الجزایر انجام شد، این واقعه ۲۸ کشته و بیش از ۱۰۰ مجروح برجای گذاشت، که یکی از مرگبارترین حملات تروریستی در تاریخ نوین فرانسه پیش از حملات نوامبر ۲۰۱۵ و حمله ۲۰۱۶، که منجر به کشته شدن ۱۳۷ و ۸۷ نفر شد، محسوب می‌شود. این بمب‌گذاری قطار اکسپرس شماره ۱۲ را در هنگام عبور از نزدیکی روستای کوچک ویتری-لو هدف قرار داد. روز بعد، مأموران تحقیق دریافتند که مواد انفجاری روی ریل قطار گذاشته شده بود و هنگام عبور قطار منفجر شده و منجر به خارج شدن قطار از ریل گردید. همچنین مشخص شد که لو فرانسوا پیش از حادثه یک نامه تهدید آمیز از جانب OAS دریافت کرده بود.
علیرغم وجود نامه تهدید آمیز، دوکلو رهبر حزب کمونیست فرانسه، نظریه خرابکاری را رد کرده و درخواست رسیدگی به این موضوع را مطرح نمود. در نهایت این حمله توسط دولت فرانسه محرمانه نگه‌داشته شد.